# 부건빌 자치주

부건빌 자치주의 기

부건빌 자치주의 문장

부건빌 자치주 위치

부건빌 자치주(영어: Autonomous Region of Bougainville)는 파푸아뉴기니의 자치주로 부건빌섬과 부카섬, 그 외의 작은 섬들을 관할한다. 주도는 부카(임시 주도)이지만 부건빌 자치주에서 가장 큰 도시인 아라와로 이전할 계획을 갖고 있다. 면적은 9,300km2, 인구는 175,161명(2000년 기준)이다. 

## 독립
2019년 11월 23일부터 12월 7일까지 2019년 부건빌 독립 국민투표를 실시하였다. 투표 결과 18만 1,067명의 유권자가 투표에 참여해 98%인 17만 6,928명이 독립을 지지하고, 3,043명이 반대했으며 1,096표는 기권 또는 무효 처리되었다.
2019년 말 파푸아뉴기니 내 지속적 자치보다는 98.31%의 독립 찬성으로 비구속적 독립 국민투표가 실시됐으며, 그 결과 2027년까지 이 지역이 독립하게 된다. AFP통신은 이들 부부가 파푸아뉴기니의 헌법을 개정하고 새로운 부건빌 헌법을 입안하는 등 2023년까지 부건빌 당국에 많은 권한을 이양하기로 합의했다.
2027년에 부건빌은 "전부 또는 모든 주권을 장악하고" "독립 선언"을 발표했다.
그러나 그것이 완전한 독립을 의미할 것인지, 자치 정부의 형태를 의미할 것인지에 대해서는 합의가 이루어지지 않은 것으로 보인다.
파푸아뉴기니 의회는 부건빌 표결의 비준 여부를 놓고 최종 결정권을 갖게 되며 111개 회원국이 독립을 저지할지는 불투명하다.
"부건빌은 새로운 국가 상징과 새로운 국경을 갖게 될 것이지만, 부건빌은 여전히 멜라네시아의 형제로 남게 될것이다."
2022년 11월 21일에 부건빌 소개서인 '하늘이 빚은 나라, 부건빌'이 한국에 최초로 출간되었다.

## 같이 보기
- 부건빌 내전